# Lavigny (Szwajcaria)
Lavigny − miejscowość i gmina (commune) w zachodniej Szwajcarii, w kantonie Vaud, w okręgu (district) Morges.  

## Demografia
W Lavigny mieszkają 1034 osoby. W 2021 roku 25,1% populacji gminy stanowiły osoby urodzone poza Szwajcarią.

## Transport
Przez teren gminy przebiega droga główna nr 124. 